# Петър Шопов (органист)
Петър Шопов е български органист, пианист, диригент и композитор.
Започва да свири на пиано от 5-годишен. Възпитаник е на Държавната музикална академия „Проф. Панчо Владигеров“, където от 1985 до 1990 г. следва в теоретико-композиторския и диригентския факултет. Същевременно завършва с отличие и факултативния клас по орган на проф. Нева Кръстева. През 1990 г. продължава образованието си в органовия клас на проф. Мартин Хазелбьок, а по-късно и в класа на проф. Арвид Гаст във Висшето музикално училище в гр. Любек, Германия.
През 1989 г. и 1992 г. е лауреат на органовите конкурси Коршенбройх (Германия) и Вил дьо Каруж (Швейцария).
От 1997 г. е доцент в Музикалното училище в гр. Любек. От 2000 до 2007 г. е титулярен органист на църквата в Курау, Германия.
През 2000 г. участва като солист на тържественото откриване на Новогодишния музикален фестивал и на освещаването на новозакупения орган в НДК с премиерни за България изпълнения. Година по-късно отново в рамките на Новогодишния музикален фестивал в НДК Петър Шопов реализира проекта „Моцарт и/или Салиери“ със съдействието на камерен ансамбъл „Софийски солисти“.
През 2003 г. изпълнява първия органов концерт на открито в България „Небесни звуци“ в рамките на летния фестивал „Опера на площада“. Това първо по рода си събитие в България превръща софийския площад „Батенберг“ в катедрала без покрив. Лазерни и неонови светлинни ефекти и театрален пушек допринасят за неповторимата атмосфера.
Петър Шопов гастролира в почти всички европейски страни като соло-изпълнител, работи върху собствени иновативни композиции, реализира и подготвя множество проекти, голяма част от които свързани с интерпретацията на произведения, създадени за орган и оркестър.